# 老松 (長唄)
『老松』（おいまつ）とは、長唄の曲目のひとつ。演奏曲として作曲されたもの 。

## 解説
文政3年（1820年）に江戸の四代目杵屋六三郎が、母・ますの80歳の祝いに、「ます」を「まつ」に通わせて作曲し、作詞も作曲者本人といわれている。謡曲「老松」にヒントを得たといわれるが、始めの次第と歌詞の一部を使用したのみである。なお、地歌にも同名の曲があり、作曲年代もほぼ同じだが、まったくの別曲である。
曲の構成は、「実（げ）に治まれる四方の国」の次第で荘重に唄が始まる。三味線の調弦は本調子。やがて「松といふ」より二上り、神舞合方あって、三下り「松の太夫」となり松風合方あって段切となる。松風合方は初演の折は無く、後に十代目杵屋六左衛門が作曲者の了承を得て、作曲した。これに名古屋地方に伝承された松風合方を替手として入れ合奏する。